# Große Bergstraße

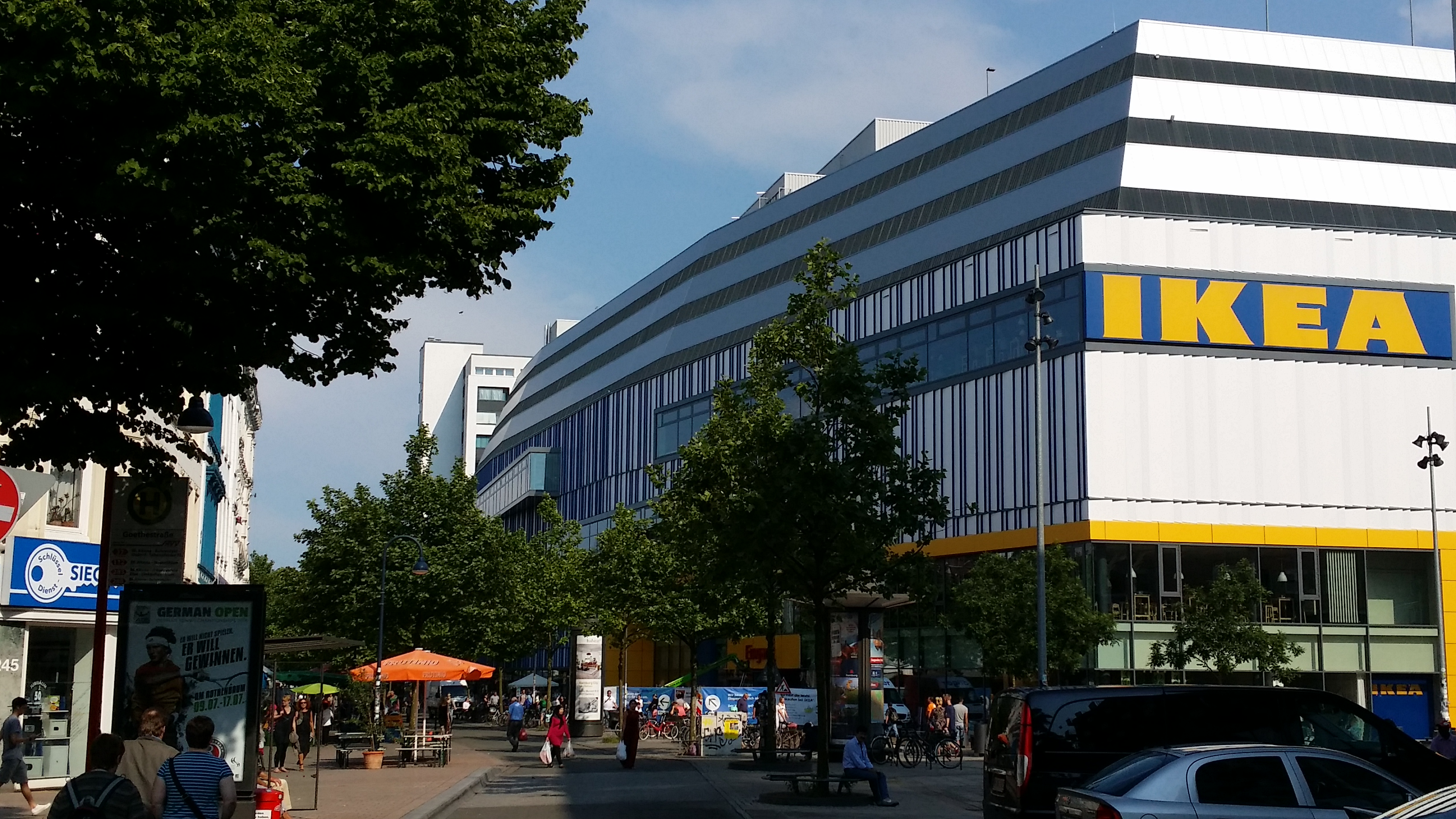
Große Bergstraße aus Richtung Goetheplatz, 2016; rechts die Innenstadtfiliale von IKEA

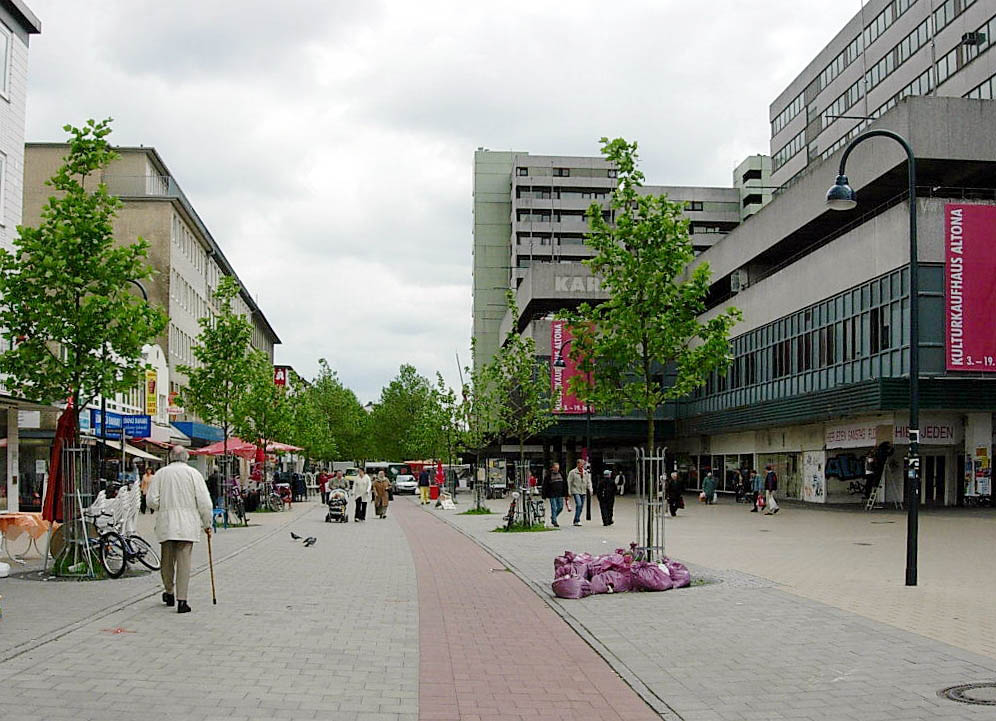
Große Bergstraße aus Richtung Goetheplatz, 2005; rechts das Frappant, 2011 abgerissen

Die Große Bergstraße ist eine der ältesten Straßen und das Hauptgeschäftszentrum in Hamburg-Altona-Altstadt. Sie führte vom 17. Jahrhundert bis nach dem Zweiten Weltkrieg vom Nobistor, nördlich am alten Stadtkern von Altona und dem Jüdischen Friedhof vorbei, hinauf zum nördlichen Teil von Ottensen. Ihr heutiger Verlauf zwischen Thedestraße, über den Bruno-Tesch-Platz, den Goetheplatz bis hin zur Max-Brauer-Allee beim Bahnhof Hamburg-Altona ist stark verkürzt. Ihr Bild wird bestimmt von Geschäfts- und Bürobauten, vor allem von dem Gebäude der City-Filiale des Möbelhauses IKEA Altona.

## Verlauf

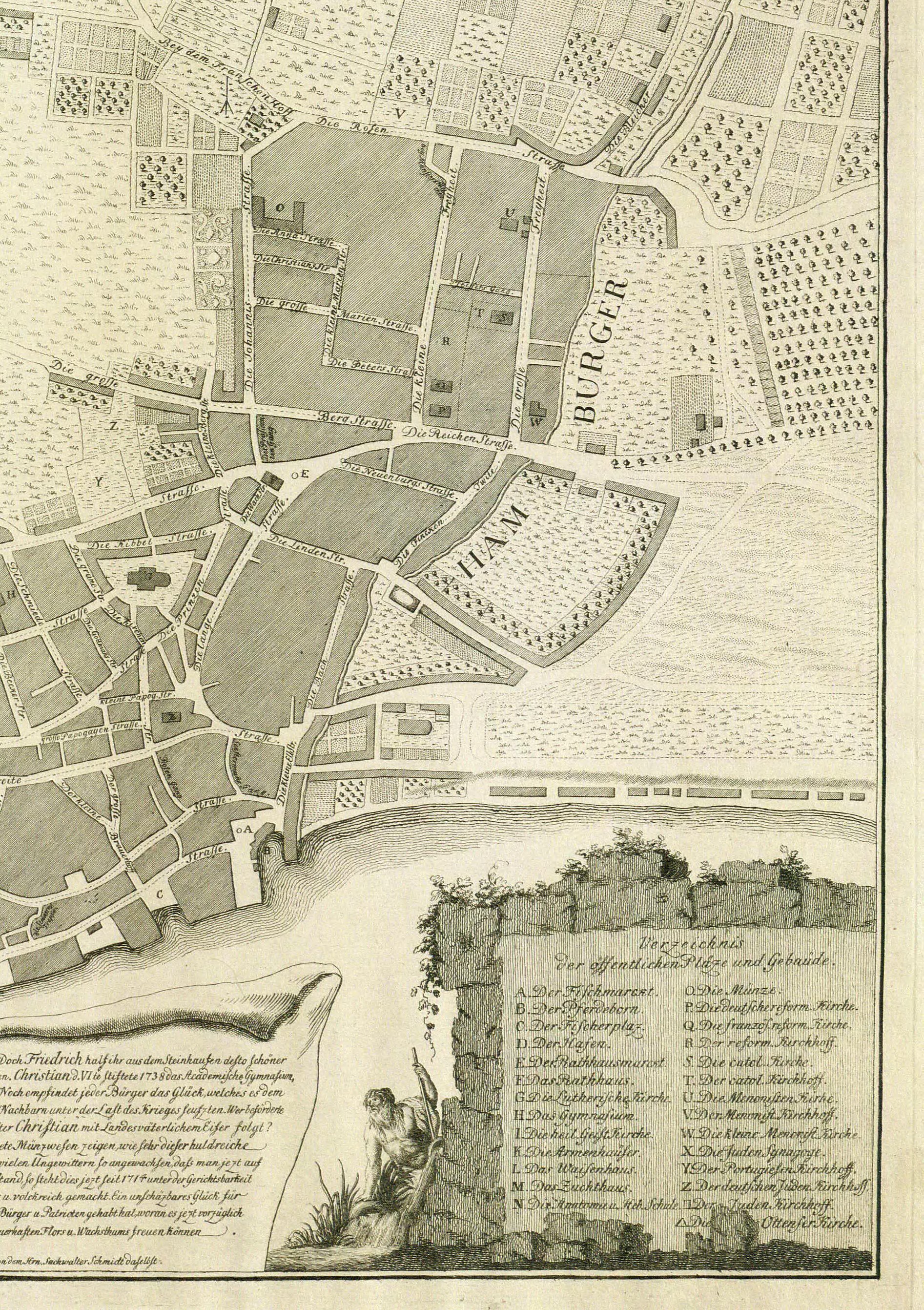
Die Große Bergstraße auf einem Stich der Stadt Altona von 1770

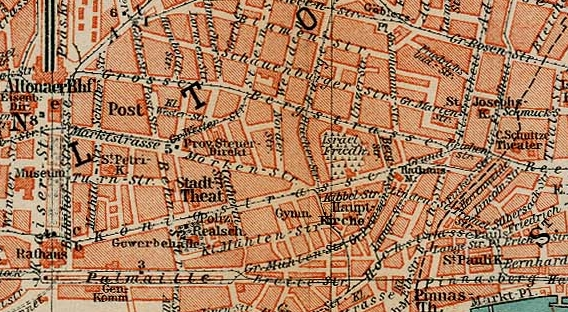
Altona-Altstadt 1910 (Ausschnitt)

Der Name Große Bergstraße ist in der Geografie begründet, es handelt sich um einen Anstieg von niedrigem Gelände mit 15 Höhenmeter beim ehemaligen Grenzbach zwischen Altona und St. Pauli (Pepermölenbek) auf die Altonaer Geesthöhe mit 31 Metern hinauf. Unter dem Namen Bergstraße wurde sie 1655 angelegt und ab etwa 1700 Große Bergstraße genannt, im westlichen Teil Richtung Ottensen Langer Balken.
Nach großflächigen Zerstörungen im Zweiten Weltkrieg und im Zuge der Umgestaltung nach dem Neu-Altona-Plan in den 1950er Jahren wurde der gesamte untere Teil der Großen Bergstraße zum Nobistor abgetrennt. Sie beginnt seitdem an der Ecke Thedestraße mit der Hausnummer 139, beziehungsweise gegenüber an der Ecke Blücherstraße mit der Hausnummer 140. Ab der Kreuzung Virchowstraße bis zum Goetheplatz ist sie als Fußgängerzone mit Freigabe für den Busverkehr ausgelegt. In diesem Teil münden in der Nordseite – von Ost nach West – die Hospitalstraße, die Schumacherstraße, die Lornsenstraße und die Willebrandstraße als Fußgängerpassagen. Ab Goetheplatz, mit Einmündung der Goethestraße, bis zu ihrem Ende an der Max-Brauer-Allee mit den Hausnummern 261 bzw. 264 ist sie für den Autoverkehr geöffnet. In diesem Abschnitt kreuzt der Lamp'lweg. Die Fußgängerzone indes verläuft vom Goetheplatz durch die südlich parallel angelegte Neue Große Bergstraße weiter bis zum Bahnhof Altona.
Bis 1958 zweigte eine Straße mit Namen Kleine Bergstraße östlich des Jüdischen Friedhofs ab, sie verschwand mit dem vollständigen Umbau des Gebiets. Stattdessen wurde 1960 nördlich parallel zwischen Goethestraße und Thedestraße eine neue Kleine Bergstraße angelegt.

## Bauliche Entwicklung
Seit dem 19. Jahrhundert war die Große Bergstraße eine der Hauptverkehrs- und Geschäftsstraßen in Altona. Sie begann an der damaligen Kreuzung Kleine Freiheit / Reichenstraße (das entspricht in etwa dem heutigen Kreuzungsbereich Holstenstraße / Nobistor), kreuzte die Große Johannisstraße, führte nördlich am Israelitischen Friedhof vorbei und verlief durch das Wohngebiet Altona-Altstadt bis zum Bahnhofsplatz, Ecke Allee, heute Max-Brauer-Allee. Sie galt, im Gegensatz zu der südlich gelegenen Königstraße mit der „vornehmen“ Klientel aus den Elbvororten, als Einkaufsstraße der kleinen Leute, der Altonaer selbst. Bebaut war der Straßenzug fast durchgängig mit zwei- bis dreigeschossigen Putzbauten, wie sie heute noch an der Nordseite der Straße zwischen Virchowstraße und Goethestraße bestehen.
In den 1960er und 1970er Jahren wurden Ensembles wie die Fußgängerzone Neue Große Bergstraße und das Einkaufszentrum Frappant als modernes Shoppingcenter „Neu-Altona“ gefeiert, sie sollten exklusive Einkaufsmöglichkeiten bieten sowie zahlungskräftige Kundschaft anziehen. Das Konzept ging nicht auf, bereits ab Ende der 1970er Jahre führten Umsatzrückgänge und Mieterwechsel zur Abwertung. Seit Ende der 1980er gab es Umbaupläne und -maßnahmen, die den Verfall jedoch nicht aufhielten. Geschäftsaufgaben, insbesondere von Kaufhäusern und Großläden, führten seit Mitte der 1990er Jahre zum Leerstand von ganzen Gebäudekomplexen. Ab 2003 wurden vermehrt kurzfristige Mietverträge an Künstler, Kunstinitiativen und Kreativprojekte als Zwischennutzer vergeben, um so eine kulturelle Belebung der Straße zu bewirken. Seit 2009 veränderten Abrisse, Sanierungen und Großbauprojekte, insbesondere der Bau des Möbelhauses Ikea Altona, die Struktur.

### Nobistor bis Thedestraße

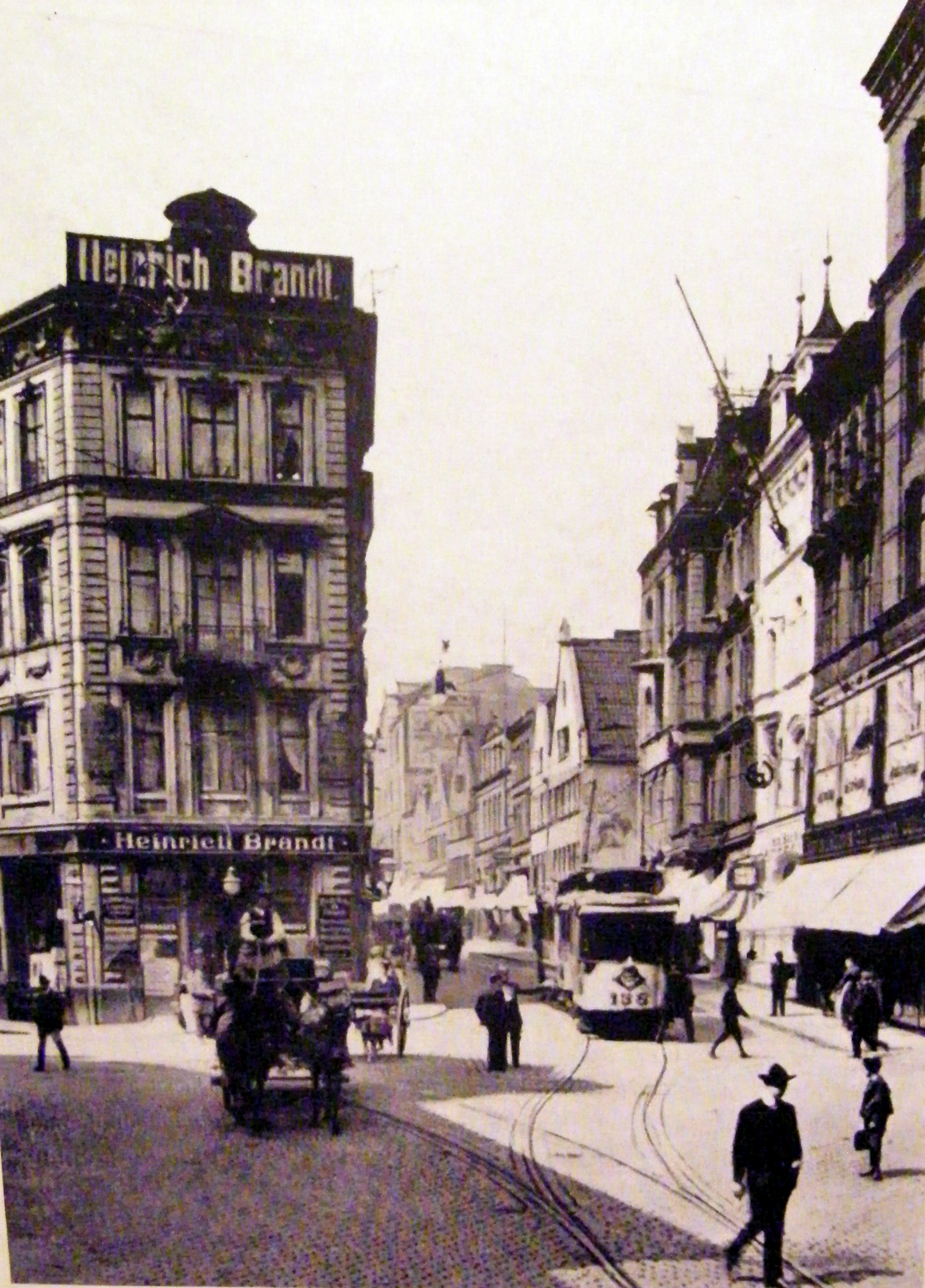
Blick in die Große Bergstraße aus Richtung Nobistor 1907

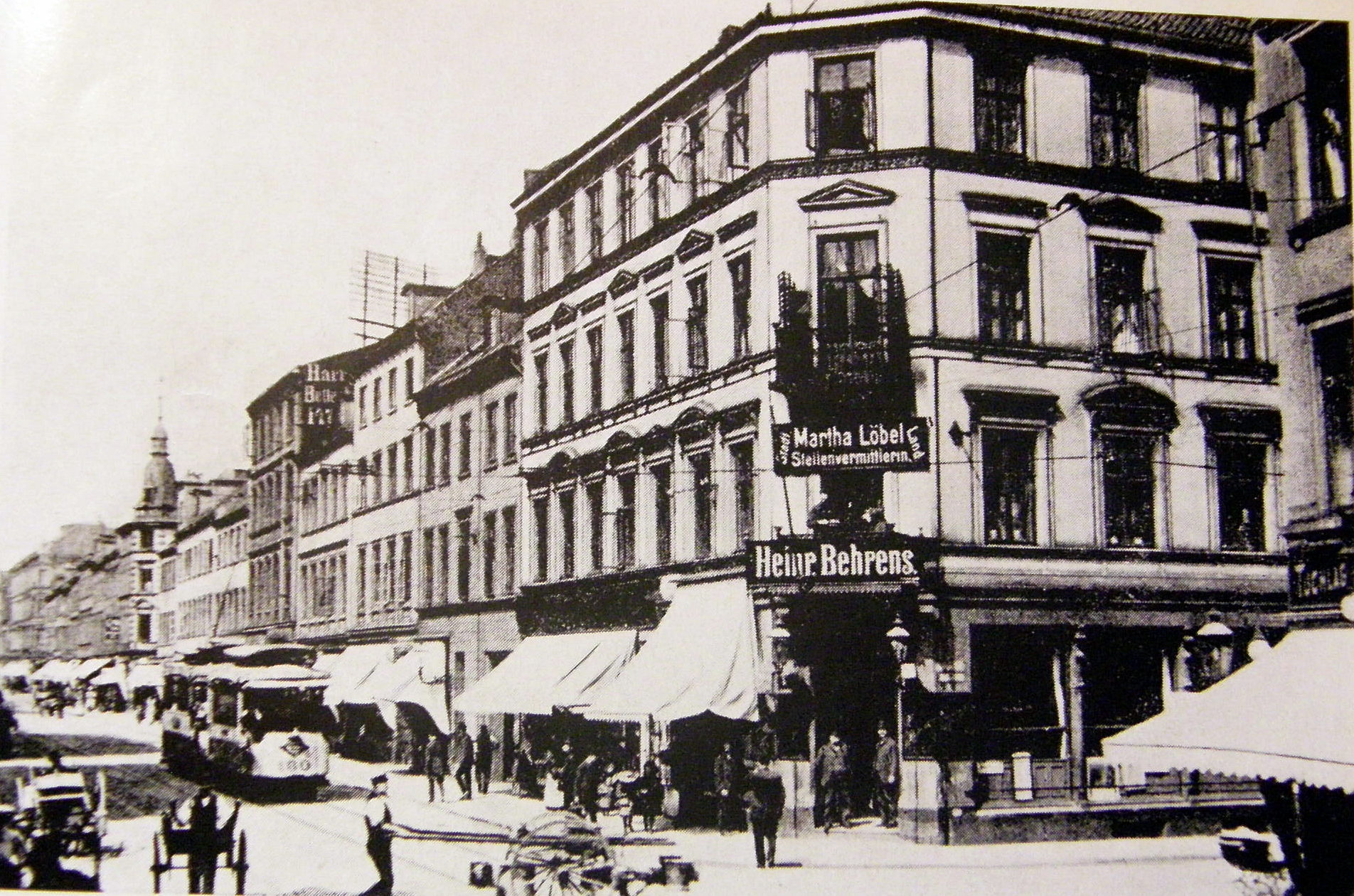
Große Bergstraße Ecke Bürgerstraße (heute Thedestraße), 1907

Als erster Großbau entstand 1867 an der Ecke Große Bergstraße (heute Nobistor) / Grund (heute Königstraße) das Geschäftshaus Heinrich Brandt im Stil der Neorenaissance. Ab 1919 war hier das Wäschegeschäft Ignatz Fleischer. Im Zweiten Weltkrieg wurde das Haus vollständig zerstört. Die Neubebauung wurde erst Anfang der 1960er Jahre realisiert, da eine grundlegende Neustrukturierung mit Straßen- und Grundstücksverlegungen vorgenommen wurde. Im Zuge des Ausbaus der Holstenstraße nach Süden und der damit einhergehenden Überbauung der Kleinen Freiheit schaffte man die Achse Simon-von-Utrecht-Straße/Louise-Schroeder-Straße/Jessenstraße/Ehrenbergstraße für den Autoverkehr. Der östliche Teil der Großen Bergstraße von der Holstenstraße bis zum Jüdischen Friedhof wurde damit abgetrennt und in Nobistor umbenannt. Der Abschnitt von der Unzerstraße bis zur Thedestraße / Blücherstraße ging in der Louise-Schröder-Straße auf. Der Straßenzug der Großen Bergstraße war somit um die Hälfte verkürzt. Bis heute bemerkbar ist dies anhand der Hausnummerierung: die Große Bergstraße beginnt mit der Hausnummer 140 beziehungsweise 139.
Der Neubau auf dem Grundstück des ehemaligen Brandt-Hauses wurde 1963 als Karstadt-Kaufhaus eröffnet. Nachdem Karstadt Ende 1976 Neckermann übernommen hatte, gab man den Standort 1977 auf und nutzte nunmehr das bisherige Neckermann-Kaufhaus im Frappant-Komplex. Anschließend stand das Gebäude zehn Jahre leer, bis es 1988 in ein Ibis-Hotel und einen Supermarkt umgebaut wurde.
Auf der gegenüberliegenden Straßenseite bestanden bis nach dem Krieg Einzelhandelsläden und kleine Firmen, wie das Herrengarderobengeschäft Julius Cohn, später Büsing & Zeyn oder das Hotel Stadt Kiel. 1905 errichtete James Henschel an der Großen Bergstraße 11–15 unter dem Namen Helios-Theater eines der ersten Kinos in Altona, ab 1931 hieß es Schauburg-Altona. 1951 wurde es als „Kurbel Nobistor“ wieder aufgebaut und 1964 in ein Sexkino umgewandelt.
Diese Straßenzeile wurde Anfang der 1960er Jahre abgerissen und ein Kaufhaus-Neubau für das Bekleidungsunternehmen C&A errichtet, das diese Filiale 1993 schloss. Dann stand auch dieses Gebäude einige Jahre leer, bis es 2007 für eine Erweiterung der Endoklinik abgebrochen wurde, die im Mai 2009 in Betrieb genommen wurde.

### Bruno-Tesch-Platz bis Altonaer Poststraße
1968 schrieb der Bezirk Altona für das Gelände an der Südseite der Großen Bergstraße zwischen Altonaer Poststraße und Jessenstraße einen Architekturwettbewerb aus und ließ die gesamte Bebauung abbrechen. Die so geschaffene Freifläche umfasste ein 5,3 Hektar großes Dreiecksgebiet. Unter dem Titel City 80 wurde in den folgenden Jahren ein Gebäude-Ensemble geschaffen, dass aus einem Einkaufs- und Gastronomiezentrum nebst Kaufhaus (Frappant, Große Bergstraße 166 bis 180, fertiggestellt 1973), einer Ladenpassage mit Bürohochhaus (Forum, Große Bergstraße 154 bis 164, fertiggestellt 1975) und einem Hochhaus mit Ladenzeile (Hochhaus Jessenstraße 4 / Große Bergstraße 146, fertiggestellt 1975) besteht. Nach Fertigstellung wurde die Fußgängerzone vom Goetheplatz bis zum Jessenplatz erweitert. Dieser wurde 2008 in Bruno-Tesch-Platz benannt.

#### Frappant / City Ikea – Große Bergstraße 166 bis 180

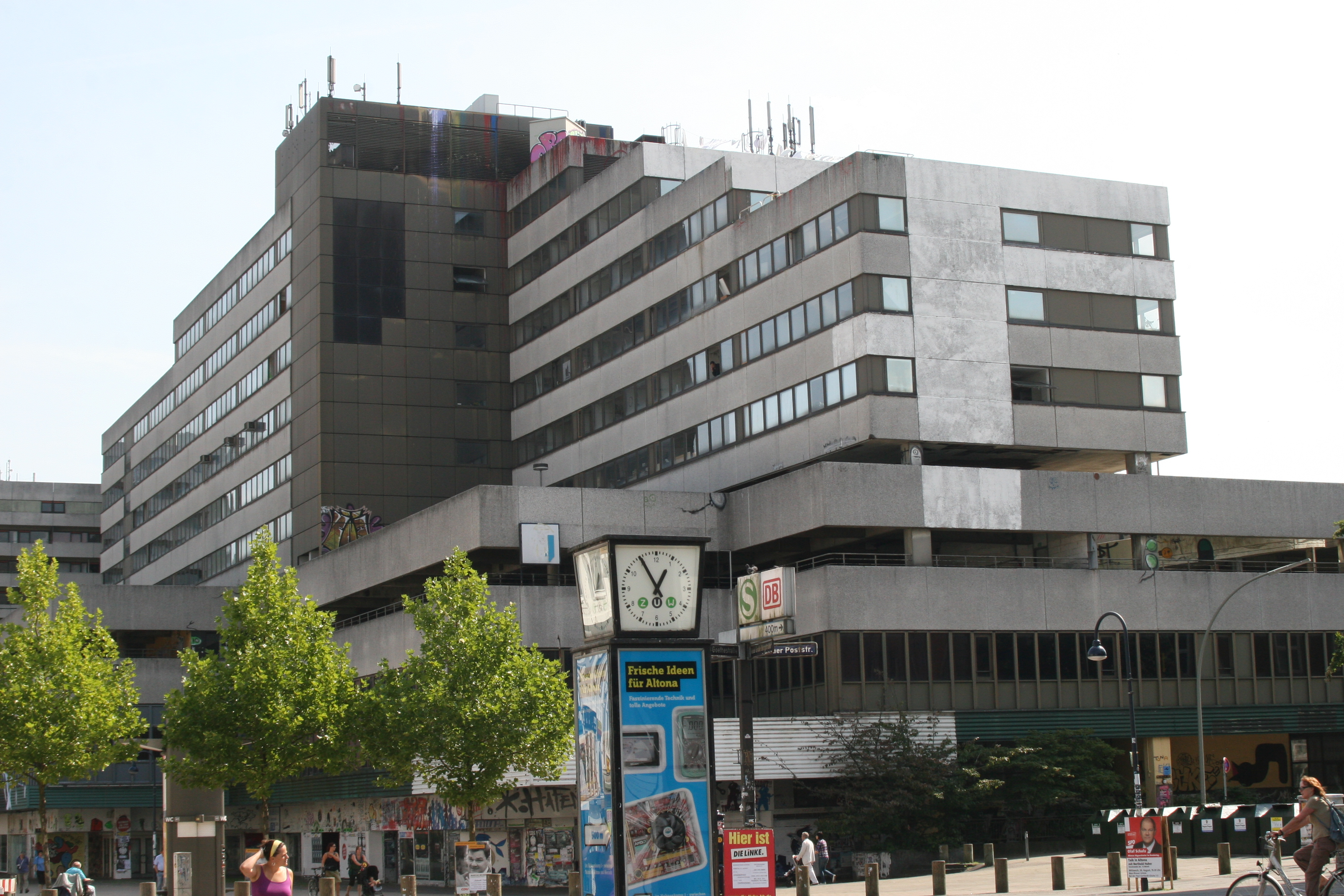
Frappant an der Großen Bergstraße, August 2009

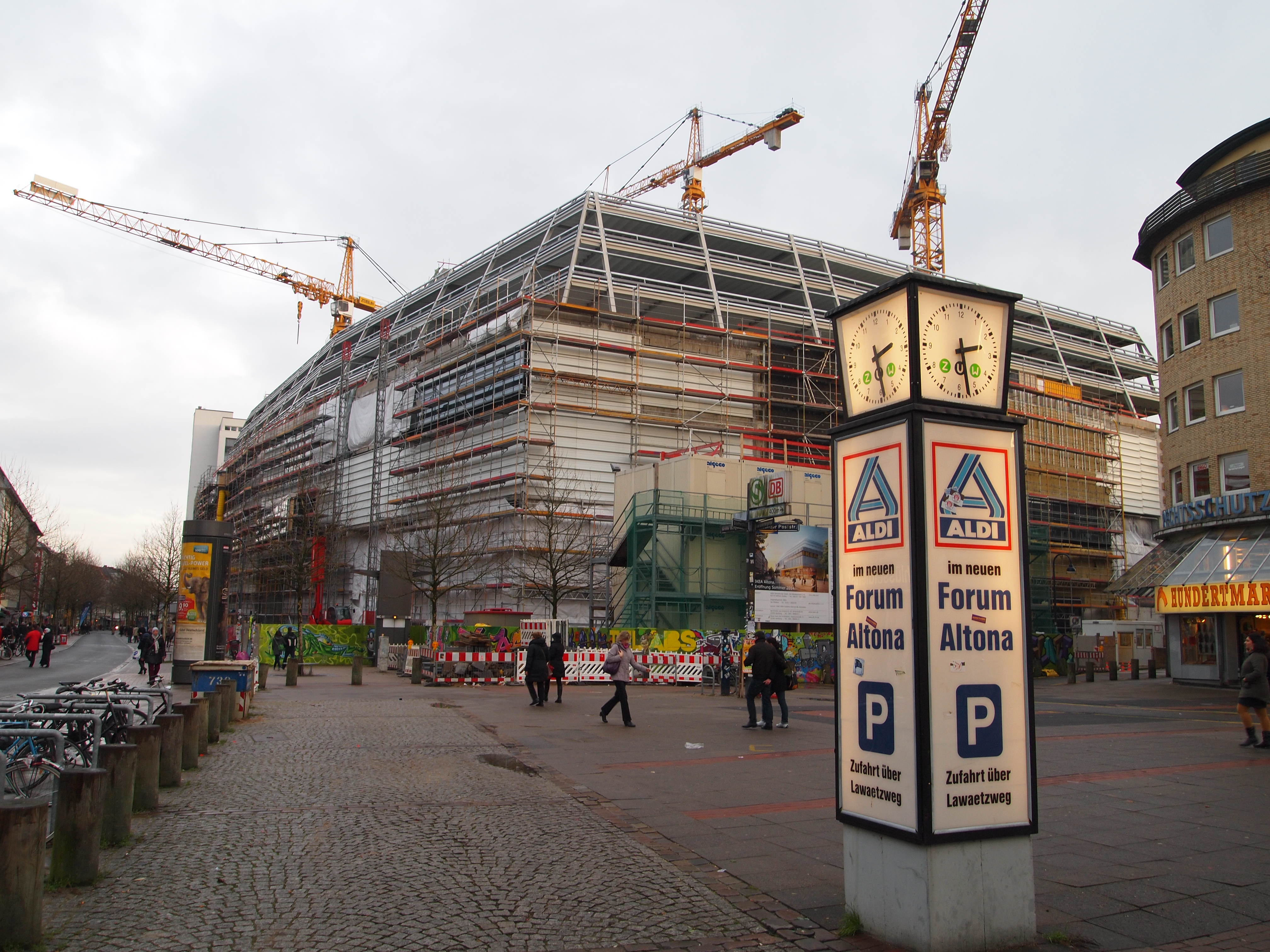
Baustelle Ikea Altona, Januar 2014

Das Frappant wurde von dem Architekten Borhan Mohregi entworfen und 1973 fertiggestellt, es war ein Stahlbeton-Bau mit 47.000 m² Gesamtnutzfläche, davon 16.700 m² Verkaufsfläche. Bei der Eröffnung präsentierte sich ein Zentrum auf fünf Ebenen mit dreißig Geschäften und Boutiquen, sechs gastronomischen Betrieben, einer Diskothek namens White Club im vierten Stock und einem sogenannten Activarium mit Sauna und Trimm-Dich-Raum (in der Terminologie der Zeit) im Tiefparterre. Angeschlossen mit einer Verbindung über die zweite Ebene war ein Kaufhaus mit drei Verkaufsebenen, damals Neckermann, ab 1977 von Karstadt übernommen, und ein Parkhaus mit 550 Stellplätzen. Oberhalb befanden sich außerdem 120 Wohneinheiten. Das Angebot ging damit weit über das eines üblichen Einkaufszentrums hinaus, insbesondere mit dem bis spät in die Nacht geöffneten Gastronomiebereich wurde der Versuch unternommen, einer Verödung nach Ladenschluss entgegenzuwirken.
Das Konzept wurde als einzigartig in Europa dargestellt und in der Presse hochgelobt. Mit der Ölkrise begann im Herbst 1973 eine Phase der wirtschaftlichen Stagnation in vielen Industrieländern (siehe auch Stagflation, Eurosklerose); die Arbeitslosenquote stieg; Grenzen des Wachstums und Umweltverschmutzung wurden bewusst; Konsumkritik nahm zu.
1974 blieb die erwartete bzw. erhoffte kaufkräftige Kundschaft aus. 1975 wurden erste Nachbesserungen und Umbauten vorgenommen, mit freiem Eintritt in Musik- und Kabarettveranstaltungen sollte der Gastronomiebereich gefüllt werden. Nach und nach brachen zunächst die hochpreisigen Geschäfte weg, später standen ganze Etagen leer. 1998 zog mit der Norisbank der vorletzte Mieter aus dem Gebäude aus, Karstadt verblieb bis zum Auslaufen seines Mietvertrages im Dezember 2003.
Nach mehrmaligem Eigentümerwechsel und Insolvenz der Eignerin, der niederländischen Beton Byggen B.V., stand das Gebäude 1998 zur Versteigerung. Spätestens dann wurde klar, dass nach jahrelanger Vernachlässigung und ungenügender Asbestsanierung Millionen-Beträge investiert werden müssten, um das Haus zu erhalten. Die neue Eigentümerin, die bayerische Immo Trading GmbH, Tochter der Deutschen Pfandbriefbank AG, behandelte den Komplex als Spekulationsobjekt. Nach dem Auszug von Karstadt wurden Mietverträge mit Künstlern zur Zwischennutzung geschlossen und der gewinnbringende Weiterverkauf vorangetrieben. Im Sommer 2008 wollte das Schweizer Unternehmen K-Werkstatt den nunmehr als Bausünde rezipierten Komplex übernehmen und zu einem neuen Wohn-, Büro- und Kaufhaus namens Christians-Quartier umbauen. Die Pläne wurden jedoch vom Bezirk gestoppt, da der hohe Verkaufspreis von 11,5 Millionen Euro den neuen Investor zwinge, den Nutzungs- und Sanierungsplänen entgegen zu viel Ladenfläche statt Wohnungen zu bauen. Am 7. Juli 2009 kaufte der Einrichtungskonzern Ikea das Gebäude für 11,5 Millionen Euro. Die Mietverträge mit den Künstlern wurden zum 30. November 2009 gekündigt. Nach einem Bürgerbegehren, das das Bauvorhaben eines neuen Möbelhauses mit 77 % bestätigte, erfolgte der Abriss des Frappants ab Dezember 2010. Das IKEA Altona wurde mit etwa 20.000 m² Verkaufsfläche das erste sogenannte City-Ikea, also eine Filiale, die im innerstädtischen Bereich und nicht in einem Randgebiet liegt. Nach IKEA-Angaben sollten 70 Millionen Euro investiert und 250 bis 400 Arbeitsplätze geschaffen werden. Die Eröffnung war am 30. Juni 2014.

#### Forum / Neues Forum – Große Bergstraße 154 bis 164

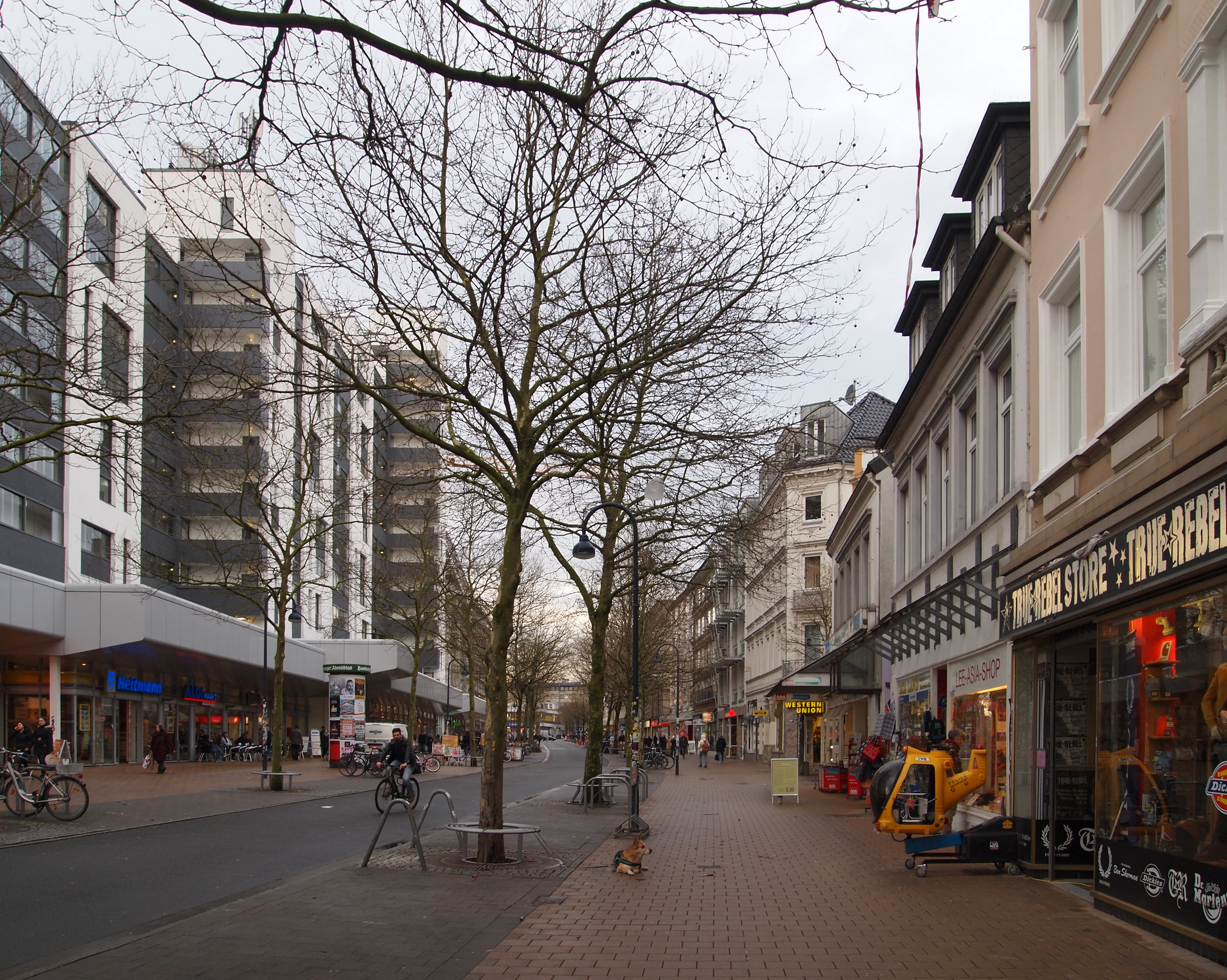
Auf der rechten Seite Einzelhandel in Gebäuden des 19. Jahrhunderts, links das Neue Forum

Das Forum lag neben dem Frappant, jetzt IKEA, und ist ein Stahlbetonbau, der 1975 fertiggestellt wurde. Es ist eine Ladenpassage von 5.000 m² mit überbautem Bürokomplex von 15.000 m². Hauptnutzer war von 1975 bis 2004 die SAGA (bzw. SAGA GWG). Seit 1995 viele der Läden in das in Ottensen errichtete Einkaufszentrum Mercado umzogen, kam es auch hier zu weitgehendem Leerstand. Ab 2003 zogen mehrere Sozial- und Künstlerinitiativen in die Passage ein, die das kulturelle Leben in der Großen Bergstraße belebten und die möglichen Auswirkungen der Umbaupläne thematisierten. 2009 mussten diese die Passage wieder verlassen, das Gebäude wurde von der Frankfurter Immobilienfirma Urbis Asset-Management gekauft und grundlegend saniert. Nach dem umfangreichen Umbau bekam das Haus den Namen Neues Forum Altona. Im Erdgeschoss haben sich einige Supermärkte, Ladenketten und Einzelhandelsgeschäfte niedergelassen, in den ersten beiden Etagen sind Büros und Ateliers für die gewerbliche, freiberufliche und kulturelle Nutzungen angelegt und die oberen Stockwerke des zehngeschossigen Gebäudes mit etwa 375 Wohneinheiten eingerichtet.

#### Hochhaus mit Ladenzeile – Große Bergstraße 146/Jessenstraße 4
Als dritter Komplex der Südseite der Großen Bergstraße wurde 1975 das Wohnhochhaus Jessenstraße 4 errichtet. Es ist gut siebzig Meter hoch und hat sechzehn Etagen. Im Erdgeschoss ist es von einer Ladenzeile umgeben, in der sich heute ein Supermarkt und mehrere kleine Läden bzw. Gastronomie befinden. Der vorgelagerte Platz wurde mehrfach umgestaltet. Im Juli 2008 wurde er als Bruno-Tesch-Platz eingeweiht in Erinnerung an den im August 1933 in Altona hingerichteten Kommunisten Bruno Tesch.

### Goetheplatz bis Bahnhof Altona und Neue Große Bergstraße
Bereits 1951 wurde auf dem Trümmergrundstück am Ende der Großen Bergstraße beim damaligen Bahnhofsplatz ein sechsstöckiger Gebäudekomplex errichtet, dem das Konzept von Geschäfts- und Bürobau zugrunde lag. Er besteht aus dem Haus der Hamburger Sparcasse von 1827 (Haspa), Große Bergstraße 258 auf der Ostseite der Schillerstraße, dem Altbau des Finanzamts Große Bergstraße 264–266 und dem Kaufhaus Lindloff mit der Front zur Max-Brauer-Allee, das 1955 bis 2003 von Peek & Cloppenburg übernommen wurde.

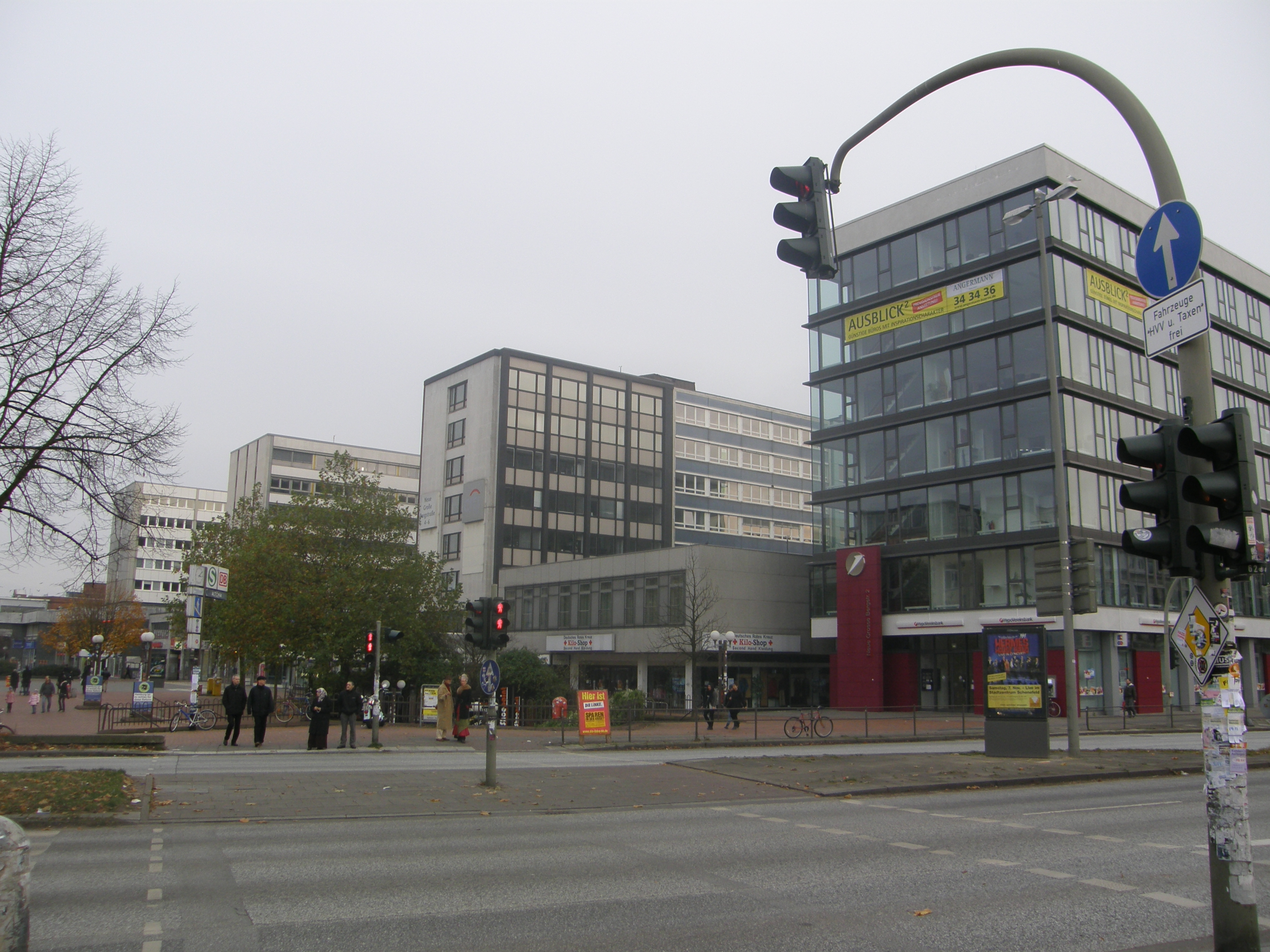
Blick in die Neue Große Bergstraße

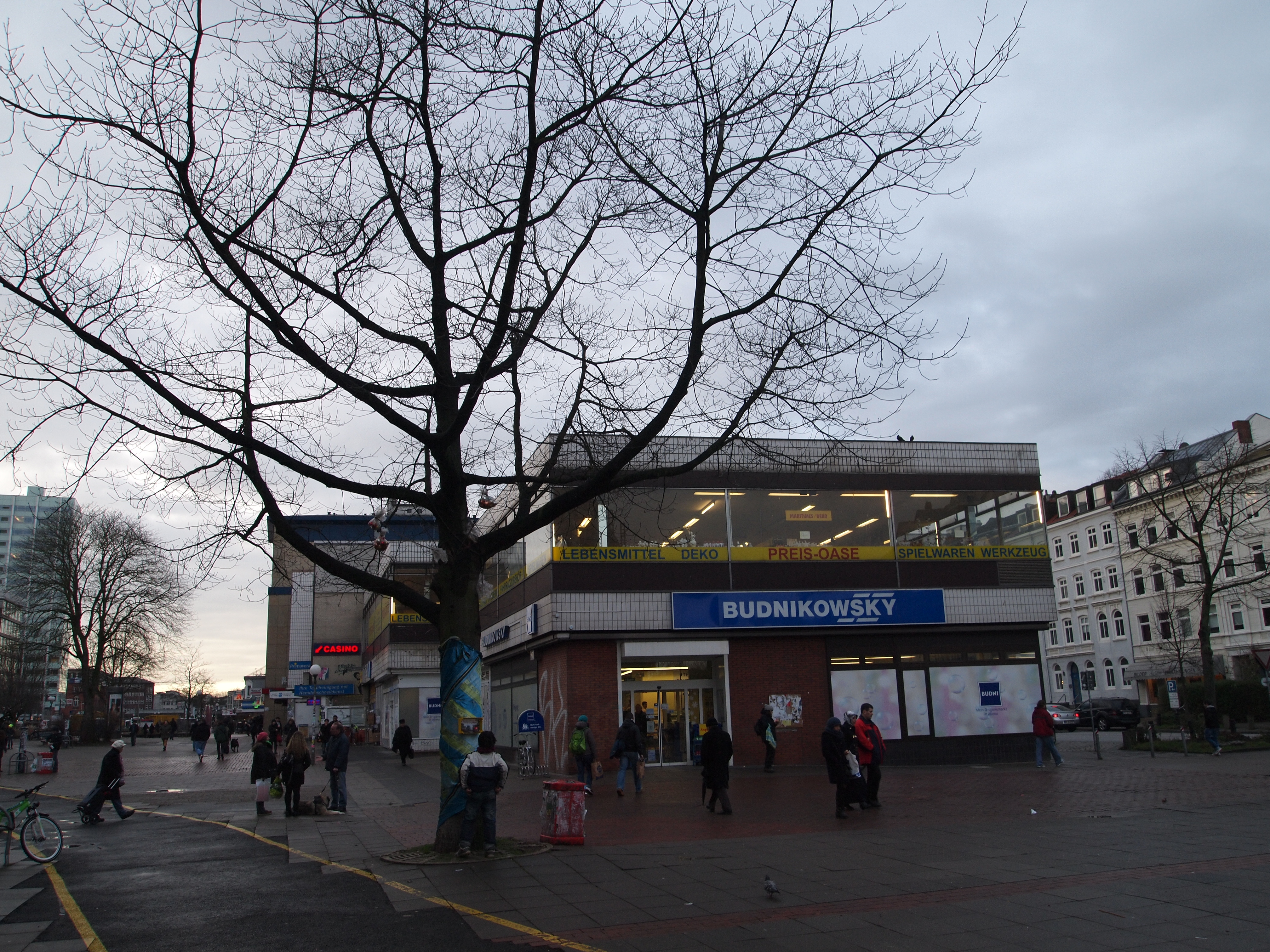
Goetheplatz mit Blick in Richtung Bahnhof und den umstrittenen Bauplatz Bergspitze, Januar 2014

Der weitere Ausbau der Großen Bergstraße wurde im Jahr 1956 mit einer „Verordnung über die künftige Gestaltung von Neu-Altona“ als Geschäftsgebiet festgelegt. Die anschließend umgesetzte Maßnahme war ein Abbruch der teilweise kriegsbeschädigten Bebauung zwischen Poststraße und Bahnhofsplatz und die Anlage der Neuen Großen Bergstraße als erster Fußgänger-Einkaufsstraße in Hamburg. Die Rückseite des Sparkassenbaues erfuhr eine Erweiterung mit Ladenpassage, auf der gegenüberliegenden Seite wurden vier Stahlbetonskelettbauten als Verwaltungs- und Bankgebäude mit Läden und Gastronomie in den Erdgeschossen errichtet. Die Schillerstraße wurde dabei verkürzt und mit einem Tordurchgang überbaut. Der Fußgängerbereich war bis zu 35 Meter breit und von Verkaufspavillons unterbrochen, die ohne viel Aufwand wieder abgebrochen werden konnten. Dieses Provisorium wurde gewählt, da der Bau einer neuen S-Bahn-Linie unterhalb der Großen Bergstraße geplant und die Ein- und Ausgänge eben hier an der Neuen Großen Bergstraße und an der Hospitalstraße vorgesehen waren.
Die feierliche Einweihung der Fußgängerzone fand im November 1966 statt. Doch bereits 1968 wurde deutlich, dass dieser Einkaufsplatz nicht den gewünschten Anklang bei den Käufern fand. Als die Planungen für den weiteren Ausbau der Großen Bergstraße voranschritten, fürchtete die Werbegemeinschaft Neue Große Bergstraße die Konkurrenz neuer Geschäfte in der Nachbarschaft. Auch die Anbindung durch einen Fußgängertunnel an den neu erbauten Bahnhof Altona und dessen unterirdische Ladenpassage im Jahr 1979 brachte keine Verbesserung. Dieser wurde eher als schmutzig und abschreckend empfunden.
Seit 2012 werden auch in diesem Teil der Straße umfangreiche Sanierungen, Abrisse und Neubebauungen vorangetrieben. Unter dem Namen Bergspitze entstand am Goetheplatz zwischen Großer Bergstraße und Neuer Großer Bergstraße ein Gebäudekomplex, der die Bebauungsgrenzen derart überschreitet, dass der Bebauungsplan geändert wurde. Da der ehemals großzügige Platz durch den Ikea-Bau bereits beschnitten wird, war auch dieses Projekt umstritten.

## Politische Entwicklung

### Bedeutungsverlust des geschäftlichen Zentrums bis 2005
An der Großen Bergstraße und der Neuen Große Bergstraße, zusammen etwa 900 Meter lang, sowie den angrenzenden Straßeneinmündungen gab es 2005 etwa 130 Einzelhandelsgeschäfte. Darunter waren Gemüsehändler, Fleisch- und Lebensmittelgeschäfte, Geschäfte für Bekleidung, Schuhe und Mode und Betriebe aus dem Bereich Freizeit und Gastronomie sowie Anwaltskanzleien und Arztpraxen. Das scheinbar vielfältige Angebot hat mittlerweile einen deutlichen Schwerpunkt im Niedrigpreissegment – Buchhandel sowie Fachgeschäfte für Haushaltselektronik, Sportartikel oder Glas- und Porzellanwaren sind nicht darunter. Als problematisch gelten der langjährige Leerstand sowie die das Fehlen von sogenannten „Kundenmagneten“, etwa Kaufhäusern, und die Verkleinerung des Hauptpostamtes.

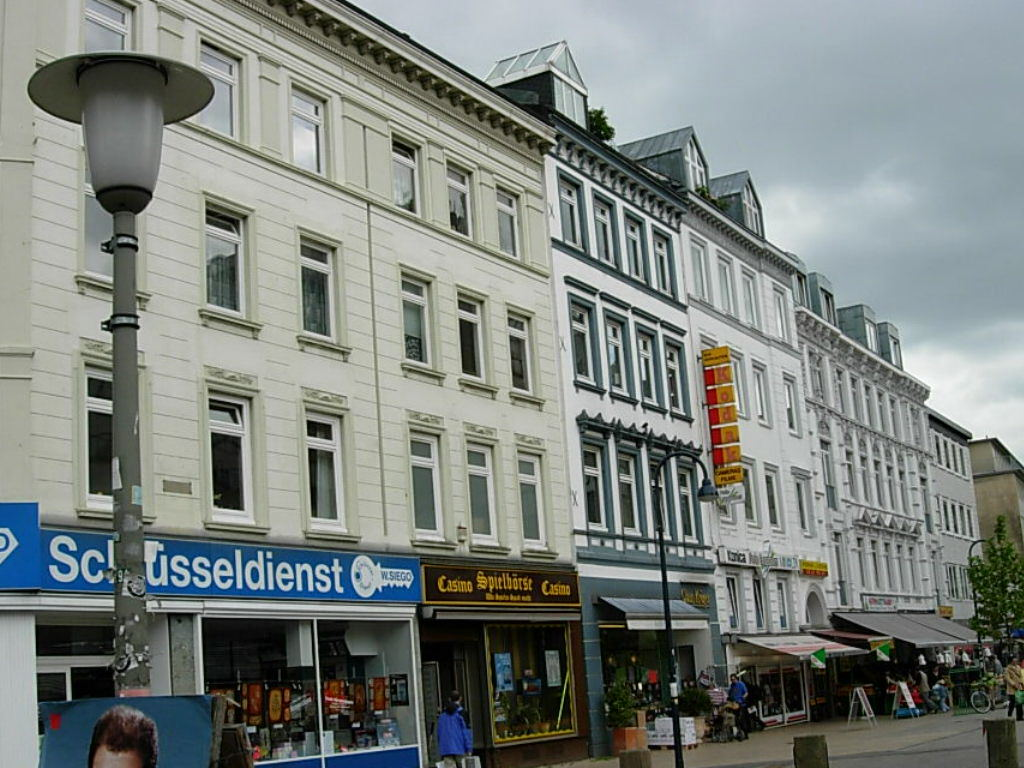
Ältere Bebauung auf der nördlichen Seite der Großen Bergstraße

Die Gründe für die meist als Abstieg beschriebene Entwicklung sind vielfältig. Vier seit 1975 erstellte Gutachten (Auftraggeber/Ersteller: Universität HH/Stadtgeographie, Handelskammer, beauftragtes Planungsbüro, Bezirksamt Altona) sowie die Diskussion um das Bürgerbegehren gegen die Wiederöffnung der Straße für den motorisierten Individualverkehr (2003) stellten unter anderem heraus:
- die zwar in den 1970er Jahren hoch gelobte, ab den 1990er Jahren aber oft als wenig ästhetisch beschriebene bauliche Gestaltung südlich der Fußgängerzone mit ihren im Vergleich überhohen Gebäuden (Hamburgs Oberbaudirektor Egbert Kossak kommentierte diese Ende der 1990er Jahre folgendermaßen: „Am besten wäre es, diese Bausünden in die Luft zu sprengen.“[12])
- die mangelnde Bereitschaft zu Qualitätsverbesserungen seitens der Grundstückseigentümer;
- die Länge der Einkaufsstraße und die mangelnde Erreichbarkeit mit dem Auto;
- das Fehlen von nichtkommerziellen Serviceangeboten für die Kunden sowie von attraktiven Freizeitangeboten nach Geschäftsschluss.

Als äußere Einflüsse wurden in den Gutachten genannt:
- die Attraktivitätssteigerung des Ottenser Geschäftsviertels westlich des Altonaer Bahnhofs;
- das veränderte Einkaufsverhalten und der Strukturwandel im Einzelhandel im Allgemeinen. Dementsprechend wurde um 1990 die Große Bergstraße im Hamburger Zentrenkonzept von einem „A2/B1“- zu einem „B-Zentrum“ herabgestuft.

Für die hilflos wirkenden Versuche der Aufwertung durch Politik und Verwaltung bezeichnend waren zum Beispiel der Abriss der Verkaufspavillons oder die kurzfristige Wiederöffnung der Großen Bergstraße für den Individualverkehr, der – nach einem Bürgerbegehren – der Rückbau zu einer Kommunaltrasse für Busverkehr und Taxis folgte.

### Stadtentwicklungsmaßnahmen seit 2005
Die Große Bergstraße und die Neue Große Bergstraße sowie die umliegenden Straßen sind 2005 zum „Sanierungsgebiet Altona Altstadt S5“ mit dem Ziel der der Belebung des Viertels erklärt worden. Vor allem die Betonklötze „Frappant“ und „Forum“ wurden dabei die Problemstellen hervorgehoben. Dieses Stadtentwicklungsprogramm war bis zum Jahr 2017 ausgelegt und ist in eben diesem Jahr abgeschlossen worden. Sanierungsträger war die Stadterneuerungsgesellschaft (STEG).
Ein weiteres Förderprogramm für das Gebiet um die Große Bergstraße ist die Integrierte Stadtteilentwicklung Altona Altstadt, das seit Dezember 2006 besteht und auf acht Jahre, also bis zum Jahr 2014 ausgelegt war. 2018 wurde das Programm teilaufgehoben, eine Nachsorge soll bis zum Jahr 2021 laufen.[veraltet] Unter Begriffen wie „Aktive Stadtteilentwicklung“ und „Quartiersmanagement“ wurden Prozesse eingeleitet, durch die „das Quartier sozial stabilisiert, das Wohnumfeld aufgewertet, ehrenamtliches Engagement geweckt, die lokale Wirtschaft gestärkt, die Vernetzung im und eine Identifikation mit dem Quartier entwickelt wird.“
Ein drittes Stadtentwicklungsprojekt, an dem die Große Bergstraße ebenfalls teil hat, ist der „Masterplan Altona“, mit dem Zukunftsplanungen für die Stadtteile Altona-Altstadt, Altona-Nord und Altona-Sternschanze entwickelt werden sollen. Auch dieses Programm will die Bürgerbeteiligung, wie schon die Integrierte Stadtteilentwicklung fördern.
Mit der Anhandgabe der ehemaligen Einkaufszentren des Forums an die Urbis Asset-Management und des Frappants an Ikea kam es zu Protesten, da damit eine Planung unter Bürgerbeteiligung ausgeschaltet wurde, aber auch zu kontroversen Diskussionen unter Anwohnern, Gewerbetreibenden und Nutzern der Gebäude. Die im Frappant-Gebäude tätigen Künstler kritisieren, dass ein Möbelhaus wie Ikea zu einer weiteren architektonischen und ökonomischen Monokultur im Stadtteil führe und die ansässigen Kunstschaffenden aus dem Stadtteil vertreibe. Auch der zu erwartende Straßenverkehr von bis zu zusätzlichen 8.300 Kraftfahrzeugbewegungen wird als Belastung für den Stadtteil und dessen Anwohner gesehen. Von den politischen Parteien in der Bezirksversammlung stellte sich einzig Die Linke gegen einen Neubau von Ikea.
Ab August 2009 wehrte sich eine Anwohnerinitiative mit einem Bürgerbegehren unter anderem gegen die zu erwartende starke zusätzliche Verkehrsbelastung; gleichzeitig wurde ein zweites Begehren initiiert, das sich für die Ansiedlung von Ikea aussprach und dies mit der erhofften „Magnetfunktion“ des Kaufhauses begründet. Bei einem Bürgerentscheid mit sehr hoher Stimmbeteiligung (43,5 %) im Januar 2010 sprachen sich über 77 % der abstimmenden Bewohner des Bezirks Altona für einen Ikea-Neubau aus.